# 加藤瀧二
加藤 瀧二（滝二、かとう たきじ、1898年〈明治31年〉1月1日 - 1984年〈昭和59年〉3月22日）は、昭和時代の政治家。官吏。埼玉県川越市長。

## 経歴
加藤甚左エ門の長男として、福井県大野郡下庄村（下庄町を経て、現大野市）に生まれる。1926年（大正15年）日本大学法文学部政治学科を卒業し、同年高等試験（行政科）に合格する。1927年（昭和2年）官界に入り、資源局企画課、拓務省文書課勤務、資源局統計官、総務企画部、資源局企画院総務部属を経て、1940年（昭和15年）8月に和歌山県経済部長となり、群馬県経済部長、富山県内務部長を歴任した。1947年（昭和22年）富山県知事選挙に立候補するも落選し、官界を退き川越へ移住する。1965年（昭和40年）川越市長選挙に5度目の挑戦で当選し、同年9月に就任した。
市長在任中、市民のための教育、文化および福祉施設の充実が進められ、川越市婦人会館の開設、老人会館（現東後楽会館）の完成、市営母子寮の開設、川越武道館の開館、川越市山の家の完成、さらに、1974年（昭和49年）5月には身障者モデル地区の指定を受けて、1976年（昭和51年）には市立みよしの授産学園が開設された。また、2年続きの財政赤字を解消し、小学校にプール、中学校に体育館を全校設置し、市立保育園を増設した。ほか、埼玉県市長会理事を務めた。4期目の任期途中の1981年（昭和56年）1月、病気療養のため辞任した。